# Dragan Đilas
Dragan Đilas, szerbül: Драган Ђилас (Belgrád, 1967. február 22. –) szerb politikus és üzletember, aki 2008 és 2013 között Belgrád polgármestere volt.
2012. november 25-től 2014. május 31-ig ő volt a Demokrata Párt, az ország legfőbb ellenzéki pártjának a vezetője.
A Demokrata Párt tagja volt, mikor 2008 és 2013 között a szerb főváros, Belgrád élén állt. A 2007—2008-as szerb kabinetben ő volt a Nemzeti Befektetési Tervért felelős tárca nélküli miniszter. Előtte az Elnöki Iroda vezetője volt 2004. és 2007. között.
2011. április 18-án Đilas lett a Szerb Kosárlabda Szövetség elnöke, ahonnét 2016 novemberben lemondott.

## A kezdetek
Đilas a Belgrádi Egyetem műszaki karjának repülés műszaki programján tanult.
A Radio Index újságírójaként dolgozott. 1989. május 15-én a Radio Index egy része összeolvadt a Ritam Srca rádió adással, és így jött létre a Radio B92, ami azt jelentette, hogy Đilas lett az új rádióadó egyik alapítója. Hamarosan a csatorna egyik szerkesztője vált belőle.
Ezzel párhuzamosan Đilas ellenezte Slobodan Milošević kormányzását, 1991-ben és 1992-ben diáktüntetést vezetett. 1991. március 19-én, mindössze 10 nappal a március 9-i, két életet követelő tüntetés után – mikor a diákok a rendőrökkel is összecsaptak – Milošević (Szerbia akkori elnöke) – a Belgrádi Egyetemre ment, hogy találkozzon a hallgatókkal. Itt Đilas, a tanulók egyik vezetője kellemetlen helyzet elé állíthatta az elnököt, amit televíziós kamerák is megörökítettek. Đilas később egy hivatalos hallgatói delegációnak is tagja volt, melyet fogadott Milošević.  A hallgatók egyik vezetőjeként, aktivistaként 1992 júniusban Đilas szerepelt az RTS Razgovor s povodom interjú műsorában, így kapott 50 percet az állami televízióban, melyet arra használt fel, hogy tovább kritizálta Milošević politikáját. Ezalatt Đilast folyamatosan megkereste a két legnagyobb ellenzéki párt, a Szerb Megújulási Mozgalom és a Demokratikus Párt, de ő ekkor még elutasította a megkereséseket.